# Ievgueni Chikavka
Ievgueni Igoriévitch Chikavka (en russe : Евгений Игоревич Шикавка) ou Iawhen Iharavitch Chykawka (en biélorusse : Яўген Ігаравіч Шыкаўка) est un footballeur international biélorusse né le 15 octobre 1992 à Minsk. Il évolue au poste d'attaquant au Chakhtior Karagandy.

## Biographie

### Carrière en club
Ievgueni Chikavka est formé au sein du centre de formation du BATE Borisov, club dont il intègre l'équipe réserve à partir de 2010. Il est prêté au FK Polotsk pour le deuxième semestre 2012, y faisant alors ses débuts en deuxième division et jouant huit matchs de championnat avant de s'en aller de façon anticipée à la suite d'un conflit avec l'entraîneur du club. Il reste au deuxième échelon l'année suivante en étant  prêté au FK Slonim.
Transféré définitivement au Slavia Mazyr en début d'année 2013, il peine à s'imposer au sein de l'équipe titulaire et quitte le club dès l'été pour rejoindre le Krumkachy Minsk au troisième échelon. Il s'impose alors comme un titulaire régulier au sein de l'équipe et contribue activement aux deux promotions successives du club à l'issue des saisons 2014 et 2015, inscrivant notamment seize buts lors de cette dernière, qui le voient accéder à l'élite pour l'exercice 2016. Marquant notamment son premier but en première division dès la première journée face au Belchina Babrouïsk le 2 avril 2016, il dispute la quasi-intégralité des rencontres de championnat et inscrit en tout quatre buts à l'issue de la saison tandis que le club parvient à se maintenir. Restant encore pour la première moitié de l'année 2017, Chikavka quitte finalement le Krumkachy durant l'été en raison de retards de paiement au niveau des salaires,.
Ralliant par la suite le FK Sloutsk, il connaît sous ces couleurs une saison 2018 remarquée qui le voit inscrire onze buts en championnat, lui permettant de se classer troisième meilleur buteur de la compétition. Il quitte par la suite Sloutsk et la Biélorussie à la fin de l'année pour rallier la Grèce et l'AEL Larissa. Utilisé de manière régulière pour la fin de la saison 2018-2019, il ne fait cependant pas la moindre apparition la saison suivante et quitte Larissa en début d'année 2020 pour rentrer au pays en signant au Dinamo Minsk.

### Carrière internationale
Ievgueni Chikavka est appelé pour la première fois au sein de la sélection biélorusse par Igor Kriouchenko au moins de juin 2018, connaissant sa première sélection le 9 juin lors d'un match amical contre la Finlande. Il dispute son premier match de compétition le 11 juin 2019 face à l'Irlande du Nord dans le cadre des éliminatoires de l'Euro 2020.

## Statistiques
| Saison                | Club                  | Championnat           | Championnat | Championnat | Coupe(s) nationale(s) | Coupe(s) nationale(s) | Compétition(s) continentale(s) | Compétition(s) continentale(s) | Compétition(s) continentale(s) | Total | Total |
| Saison                | Club                  | Division              | M.          | B.          | M.                    | B.                    | Comp.                          | M.                             | B.                             | M.    | B.    |
| 2012                  | FK Polotsk (prêt)     | D2                    | 8           | 0           | -                     | -                     | -                              | -                              | -                              | 8     | 0     |
| 2013                  | FK Slonim (prêt)      | D2                    | 25          | 2           | 1                     | 0                     | -                              | -                              | -                              | 26    | 2     |
| 2014                  | Slavia Mazyr          | D2                    | 12          | 0           | -                     | -                     | -                              | -                              | -                              | 12    | 0     |
| Sous-total            | Sous-total            | Sous-total            | 45          | 2           | 1                     | 0                     | -                              | -                              | -                              | 46    | 2     |
| 2014                  | Krumkachy Minsk       | D3                    | 12          | 3           | -                     | -                     | -                              | -                              | -                              | 12    | 3     |
| 2015                  | Krumkachy Minsk       | D2                    | 29          | 16          | 3                     | 1                     | -                              | -                              | -                              | 32    | 17    |
| 2016                  | Krumkachy Minsk       | D1                    | 29          | 4           | 1                     | 1                     | -                              | -                              | -                              | 30    | 5     |
| 2017                  | Krumkachy Minsk       | D1                    | 12          | 1           | 2                     | 0                     | -                              | -                              | -                              | 14    | 1     |
| Sous-total            | Sous-total            | Sous-total            | 82          | 24          | 6                     | 2                     | -                              | -                              | -                              | 88    | 26    |
| 2017                  | FK Sloutsk            | D1                    | 14          | 3           | -                     | -                     | -                              | -                              | -                              | 14    | 3     |
| 2018                  | FK Sloutsk            | D1                    | 29          | 11          | 4                     | 2                     | -                              | -                              | -                              | 33    | 13    |
| 2018-2019             | AEL Larissa           | D1                    | 15          | 1           | 2                     | 1                     | -                              | -                              | -                              | 17    | 2     |
| 2019-2020             | AEL Larissa           | D1                    | -           | -           | -                     | -                     | -                              | -                              | -                              | 0     | 0     |
| 2020                  | Dinamo Minsk          | D1                    | 27          | 11          | 3                     | 0                     | C3                             | 1                              | 0                              | 31    | 11    |
| 2021                  | Chakhtior Karagandy   | D1                    | 5           | 1           | 3                     | 1                     | C4                             | 6                              | 0                              | 14    | 2     |
| Sous-total            | Sous-total            | Sous-total            | 90          | 27          | 12                    | 4                     | -                              | 7                              | 0                              | 109   | 31    |
| Total sur la carrière | Total sur la carrière | Total sur la carrière | 217         | 53          | 19                    | 6                     | -                              | 7                              | 0                              | 243   | 59    |